# Kessleria alpicella
Kessleria alpicella es una especie de polilla del género Kessleria, familia Yponomeutidae.
Fue descrita científicamente por Stainton en 1851.